# Enicospilus radialis
Enicospilus radialis är en stekelart som först beskrevs av Hooker 1912.  Enicospilus radialis ingår i släktet Enicospilus och familjen brokparasitsteklar. Inga underarter finns listade i Catalogue of Life.